# Pola Negri
Pola Negri (echte naam Barbara Apolonia Chałupiec; Lipno, 3 januari 1897 - San Antonio, 1 augustus 1987) was een Poolse actrice. Ze is vooral bekend geworden vanwege haar spraakmakende rollen als femme fatale in stomme films die tussen 1910 en 1930 zijn opgenomen.

## Biografie
Volgens de officiële gegevens werd Pola Negri in een arme familie geboren als Barbara Apolonia Chałupiec, terwijl haar doopnaam volgens bronloze publicaties Barbara was. Haar vader Juraj was een geïmmigreerde tinnegieter uit Slowakije die na door de Russen te zijn gearresteerd naar Siberië werd verbannen. In 1902 verhuisde Pola samen met haar moeder naar Warschau waar ze voor danseres studeerde aan de balletschool. Vanwege tuberculose moest Apolonia haar danscarrière echter alweer snel beëindigen.
Vervolgens begon Apolonia aan haar filmcarrière, waarbij ze tevens het pseudoniem Pola Negri (afgeleid van de Italiaanse dichteres Ada Negri) aannam. In 1914 maakte ze haar filmdebuut in de stomme Russische film Niewolnica zmysłów ("Slavin van de zinnen"). Naast acteren kon Apolonia ook goed orgel spelen; op één (waarschijnlijk als relamestunt bedoelde) foto is te zien hoe ze op een pijporgel speelt. Aan het einde van de Eerste Wereldoorlog was Pola Negri in Warschau een populaire actrice geworden. In 1917 had het acteren haar genoeg geld opgeleverd om naar Berlijn te verhuizen, alwaar ze voor verschillende directeuren van Universum Film AG (UFA) in films meespeelde. Ze trad in Berlijn het eerst op als danseres in een theaterbewerking van de film Sumurun van Max Reinhardt, waarbij ze Ernst Lubitsch ontmoette, die op dat moment komedies maakte voor UFA.
In 1922 emigreerde Pola Negri naar de Verenigde Staten, waar Paramount Pictures haar een contract had aangeboden. In de daaropvolgende jaren verbleef ze vooral in Los Angeles. Vanwege haar affaires met diverse bekende acteurs zoals Charles Chaplin en Rudolph Valentino kreeg Pola Negri in die tijd veel publieke belangstelling. Nadat ze in 1921 van haar eerste man Eugeniusz Dąbski was gescheiden, hertrouwde ze in 1927 met Serge Mdivani. Ten tijde van Rudolph Valentino's dood in 1926 deed het gerucht de ronde dat hij en Pola Negri trouwplannen hadden gehad. Nadat haar contract met Paramount Pictures was beëindigd ging ze terug naar Europa, waar ze vooral in Duitsland en het Verenigd Koninkrijk nieuwe films opnam. Zo speelde ze onder meer in de door Willi Forst geregisseerde film Mazurka, die bij Adolf Hitler zeer in de smaak viel.
In 1938 vluchtte Pola Negri weg uit Duitsland nadat vooraanstaande nazi's het gerucht hadden verspreid dat ze van joodse afkomst was. Ze ging eerst naar Frankrijk en vervolgens terug naar de Verenigde Staten, waar ze tijdelijk werd vastgezet op Ellis Island. Nadat ze hier was vrijgelaten speelde ze in 1943 een korte rol in de film Hi Diddle Diddle/Diamonds and Crime, maar Pola Negri's filmcarrière was toen al duidelijk over haar hoogtepunt heen.
In 1951 werd Negri genaturaliseerd tot Amerikaans staatsburger. Haar laatste filmrol speelde ze in 1964 samen met Hayley Mills in The Moon-Spinners, een productie van The Walt Disney Company. De rest van haar leven woonde ze samen met haar partner Margaret West in de Texaanse stad San Antonio.
Op 1 augustus 1987 overleed de 90-jarige Pola Negri aan een longontsteking. Ze werd op het kerkhof van Los Angeles begraven naast haar moeder.

## Films

### Zwijgende films
- 1914: Niewolnica zmyslów - Rusland, regie: Jan Pawlowski
- 1915: Zona - Rusland
- 1916: Studenci)- Rusland, regie: Aleksander Hertz
- 1917: Bestia – Rusland, regie: Aleksander Hertz
- 1917: Tajemnica Alei Ujazdowskich - Rusland
- 1917: Arabella - Rusland
- 1917: Pokój nr 13 - Rusland
- 1917: Jego ostatni czyn - Rusland
- 1917: Zügelloses Blut - Deutschland
- 1917: Nicht lange täuschte mich das Glück - Duitsland
- 1917: Küsse, die man stiehlt im Dunkeln - Duitsland
- 1917: Die toten Augen- Duitsland
- 1917/18: Rosen, die der Sturm entblättert - Duitsland
- 1918: Wenn das Herz in Haß erglüht - Duitsland
- 1918: Surogaty lyubvi - Rusland
- 1918: Mania - Die Geschichte einer Zigarettenarbeiterin - Duitsland, regie: Eugen Illés
- 1918: Die Augen der Mumie Ma – Duitsland, regie: Ernst Lubitsch
- 1918: Der gelbe Schein - Duitsland
- 1918: Carmen – Duitsland, regie: Ernst Lubitsch
- 1919: Das Karussell des Lebens - Duitsland, regie: Georg Jacoby
- 1919: Kreuziget sie! - Duitsland
- 1919: Vendetta - Duitsland
- 1919: Madame DuBarry – Duitsland, regie: Ernst Lubitsch
- 1919: Komtesse Dolly - Duitsland
- 1920: Die Marchesa d'Armiani - Duitsland
- 1920: Arme Violetta - Duitsland
- 1920: Sumurun – Duitsland, regie: Ernst Lubitsch
- 1920: Das Martyrium - Duitsland
- 1920: Die geschlossene Kette - Duitsland
- 1921: Sappho – Duitsland, regie: Dimitri Buchowetzki
- 1921: Die Bergkatze – Duitsland, regie: Ernst Lubitsch
- 1922: Die Flamme – Duitsland, regie: Ernst Lubitsch
- 1923: Bella Donna – VS, regie: George Fitzmaurice
- 1923: The Spanish Dancer – VS, regie: Herbert Brenon
- 1924: Shadows of Paris – VS, regie: Herbert Brenon
- 1924: Men - VS
- 1924: Lily of the Dust - VS
- 1924: Forbidden Paradise – VS, regie: Ernst Lubitsch
- 1925: East of Suez – VS, regie: Raoul Walsh
- 1925: The Charmer - VS
- 1925: Flower of Night
- 1925: A Woman of the World – VS, regie: Malcolm St. Clair
- 1926: The Crown of Lies - VS
- 1926: Good an Naughty) - VS
- 1927: Hotel Imperial– VS, regie: Mauritz Stiller
- 1927: Barbed Wire – VS, regie: Rowland V. Lee
- 1927: The Woman on Trial – VS, regie: Mauritz Stiller
- 1928: The Secret Hour - VS
- 1928: Three Sinners - VS

### Gesproken films
- 1928: Loves of an Actress - VS
- 1928: The Woman from Moscow - VS
- 1929: The Way of Lost Souls - Groot-Brittannië, regie: Paul Czinner
- 1932: A Woman Commands'' - VS
- 1933/34: Fanatisme - Frankrijk
- 1935: Mazurka - Duitsland
- 1936: Moskau–Shanghai - Duitsland
- 1937:  Madame Bovary- Duitsland
- 1937: Tango Notturno - Duitsland
- 1938: Die fromme Lüge - Duitsland
- 1938: Die Nacht der Entscheidung - Duitsland
- 1943: Hi Diddle Diddle/Diamonds and Crime- VS
- 1964: The Moon-Spinners - VS